# 隍城洞
隍城洞（：／ Hwangseong dong */?）是大韩民国庆尚北道庆州市下辖的一个洞。

## 主要设施
- 韩国农业协会分部
- 大邱銀行分行
- 韩国国民银行分行